# Partie pour cent d'élastomère
Pour les articles homonymes, voir PCE.
Une partie pour cent d'élastomère, abrégé en pce, est une unité de mesure fréquemment utilisée par les caoutchoutiers pour définir la proportion des constituants présents dans une formule. Un pce correspond à une partie d'un constituant pour cent parties d'élastomère (pur, sans huile…), en masse. Exemple : un dosage à 60 pce d'un constituant équivaut à 100 g d'élastomère plus 60 g du constituant.
On rencontre aussi l'unité « pcc » qui désigne parties pour cent de caoutchouc [en anglais : parts per hundred of rubber (or resin), phr] ; il se définit de la même manière.